# متیو اف. لئونتی
متیو اف. لئونتی (انگلیسی: Matthew F. Leonetti؛ زادهٔ ۳۱ ژوئیهٔ ۱۹۴۱) یک فیلم‌بردار اهل ایالات متحده آمریکا است.

## فیلم‌شناسی
- ۱۹۷۶: آوای وحش
- ۱۹۸۰: Raise the Titanic!
- ۱۹۸۲: Fast Times at Ridgemont High
- ۱۹۸۲: پولترگایست
- ۱۹۸۴: The Ice Pirates
- ۱۹۸۵: کماندو
- ۱۹۸۵: Fast Forward
- ۱۹۸۵: Weird Science
- ۱۹۸۶: Jumpin' Jack Flash
- ۱۹۸۸: Action Jackson
- ۱۹۸۸: داغ سرخ
- ۱۹۹۰: ۴۸ ساعت دیگر
- ۱۹۹۲: Leap of Faith
- ۱۹۹۴: Angels in the Outfield
- ۱۹۹۵: Strange Days
- ۱۹۹۶: پیشگامان فضا: تماس اول
- ۱۹۹۷: مورتال کامبت: نابودی
- ۱۹۹۸: گونه ۲
- ۱۹۹۸: پیشتازان فضا: شورش
- ۲۰۰۱: Along Came a Spider
- ۲۰۰۳: ۲ سریع و ۲ خشمگین
- ۲۰۰۴: اثر پروانه‌ای
- ۲۰۰۵: Fever Pitch
- ۲۰۰۵: Santa's Slay
- ۲۰۰۶: پذیرفته
- ۲۰۰۸: چیزی که در وگاس رخ می‌دهد
- ۲۰۱۱: گذرگاه
- ۲۰۱۴: احمق و احمق‌تر ۲